# Beacon (Nowy Jork)
Beacon – miasto (borough) w Stanach Zjednoczonych, w stanie Nowy Jork, w hrabstwie Dutchess. Według spisu z 2010 roku łączna liczba mieszkańców miasta wynosiła 15.541. 